# Marlon Blue

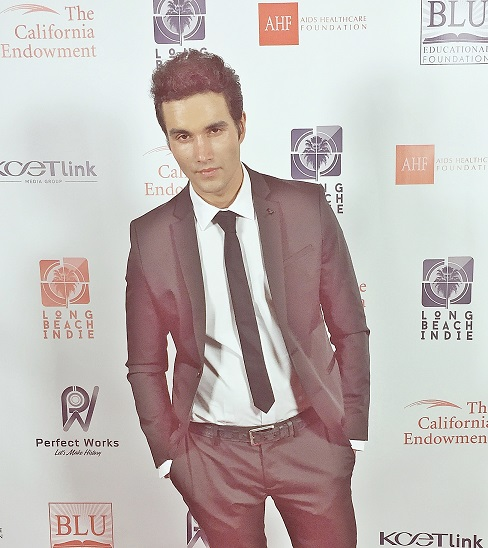
Marlon Blue

Marlon Blue Babic (* 19. Mai 1988) ist ein österreichisch-britischer Schauspieler und ein Model.

## Leben
Marlon Blue arbeitete Teilzeit im Theater in London, als er 2007 von einer Modelagentur entdeckt wurde. Nach einigen Jahren auf den Laufstegen nahm er Schauspielunterricht im Stella Adler-Studio in New York City und BAW Actor´s Studio in Paris.
2014 erhielt Marlon Blue eine erste Nebenrolle in David Ayers Herz aus Stahl.
Es folgten Auftritte in Fernsehproduktionen wie The Royals und Episodes sowie in Chanels Coco Mademoiselle unter Regie von Joe Wright.
Im 2015 erschienenen Videospiel Guitar Hero von Neversoft war Marlon Blue als Circle mit The Black Keys zu hören.
2015 hatte Blue Auftritte in den Filmen The Singleton, Dream a Life und The Luka State`s Musikvideo Rain, 2016 in Sylvie Verheydes Drama Sex Doll.
Im Juni 2018 wurde Blue neben Leandro Firmino als Protagonist in Abenteuerdrama Goitaca besetzt, später auch mit seiner Figur als Candea angegeben. Für seine Darstellung im Film wurde er, neben Jon Voight, bei den Internationalen Filmfestspielen 2021 in London als bester Hauptdarsteller nominiert.
Im Mai 2022 wurde er als Hauptdarsteller im Biographie-Dramafilm Where There is Life There is Hope besetzt.

## Filmografie (Auswahl)
- 2013: I`m Still Here
- 2014: Herz aus Stahl
- 2014: Beneath a Neon Tide
- 2014: 27, Memory Lane[11]
- 2014: Lion
- 2015:  The Royals (Fernsehserie)
- 2015: The Singleton
- 2016: Sex Doll[12]
- 2016: Fighting Heart
- 2017: Episodes
- 2017: 1603
- 2019: Ellipsism
- 2021: The Himalyan Route
- 2023: Goitaca[13]
- 2024: Where There is Life There is Hope

### Musikvideos
- 2014: Slowly Rolling Camera – Dream a Life
- 2015: The Luka State – Rain[15]
- 2015: Guitar Hero – (Videospiel)
- 2016: Bree – I Wonder

## Auszeichnungen und Nominierungen (Auswahl)
- 2016: Los Angeles Film Awards: Jury Award  Vereinigte Staaten [16]
- 2021: London International Film Festival: Jury Award  Vereinigtes Königreich [17]